# Budova Českého rozhlasu
Budova Českého rozhlasu (původně budova Československého rozhlasu) je sídlo Českého rozhlasu, dříve Československého rozhlasu a Radiojournalu v Praze na Vinohradech. Autorem projektu byl architekt Bohumil Sláma a byla postavena mezi léty 1929 až 1931. Budova je úzce spjata s několika historickými událostmi, a to s těžkými boji během Pražského povstání v květnu 1945 při osvobozování Prahy a okupací sovětskou armádou v srpnu 1968, kdy došlo před rozhlasem k masakru civilistů. Památkově chráněna je od roku 1976 a 23. listopadu 2019 byla prohlášena za národní kulturní památku.

## Historie
Tehdejší československý rozhlas Radiojournal začal pravidelně vysílat 18. května 1923 ze stanu u letiště v Kbelích. Od té doby se místo vysílání několikrát změnilo. Nejprve se improvizované studio přestěhovalo do Hloubětína, pak zpět do Kbel a v roce 1924 do Poštovní nákupny na Fochově (dnešní Vinohradské) ulici č. 58 – bylo to první studio přímo v Praze. V roce 1925 přišlo další stěhování, tentokrát do Orbisu na Fochově ulici č. 62 (poblíž Vinohradské tržnice). V roce 1927 se vysílací studio přemístilo do Národního domu na Mírovém náměstí, odkud Radiojournal vysílal až do roku 1933. Pak už se definitivně přemístil do dnešního sídla do Vinohradské ulice č. 12 do nově vybudované budovy. Budova byla původně postavena pro Ředitelství pošt a telegrafů a pro Československý rozhlas. Ten tu svou činnost zahájil 10. prosince 1933, tedy deset let po svém vzniku. Jako celek pak přešla budova do majetku Československého rozhlasu kolem roku 1935.
Když 5. května 1945 v 6 hodin ráno začali pracovníci rozhlasu vysílat jen česky a hráli zakázané české písně, působilo to jako rozbuška a začalo tak Pražské povstání. Němci proto poslali proti rozhlasu jednotky SS, ale k rozhlasu přicházeli na pomoc čeští policisté a jiní povstalci. Tou dobou však v budově bylo 90 vojáků Waffen SS, ale ti však bloudili, protože zaměstnanci odstranili německé nápisy.
Když se již v budově těžce bojovalo, rozhlas vyzýval český lid na pomoc Českému rozhlasu. Waffen SS poslalo k rozhlasu posily, ale jejich vozidlo bylo rozstříleno povstalci. Češi vojákům sebrali zbraně a začali dobývat budovu. Bojovalo se o každou místnost a každý metr a v 18 hodin nakonec Němci kapitulovali. Následující dny se Němci snažili získat rozhlas zpět, nebo ho zničit. Nasadili tak tanky a z Hlavního nádraží z pancéřového vlaku střílely kanóny. V podvečer 6. května shodil letoun Messerschmitt Me 262 na hlavní budovu rozhlasu čtvrt tunovou pumu. Ta zcela zničila vstupní halu a přilehlé místnosti i vysílací techniku. Rozhlas ale umlkl jen nakrátko, ještě téhož dne se ozval z provizorního studia v Husově sboru. Němci 7. května znovu provedli nálet za pomoci hloubkových letadel, který byl však neúspěšný. Boje skončily až 9. května, kdy do Prahy vjela Rudá armáda. Toho samého dne večer bylo slavnostně obnoveno vysílání nyní už Československého rozhlasu. Dne 9. května v 18:55 skončilo vysílání revolučního rozhlasu z Husova sboru. Opětovné vysílání z původní budovy na Vinohradech bylo zahájeno v 19:05 téhož dne slavnostním pořadem.
Po válce byla opravena a dostavěna podle projektu Karla Tausenaua i další budova v Balbínově ulici, která formálně navazuje na Slámovou architekturu.
V noci z 20. srpna na 21. srpna 1968 zahájila vojska pěti států Varšavské smlouvy invazi do Československa. Jedním z prvních cílů byl i československý rozhlas, který vysílal necenzurované informace o invazi vojsk států Varšavské smlouvy a vyzýval ke klidu a tichému odporu vůči okupantům. Kolem sedmé hodiny propukly střety před budovou Československého rozhlasu a o půl osmé ráno k budově dorazilo 6 tanků. Směrem od Václavského náměstí byla navršena barikáda a několik set lidí se snažilo zabránit okupantům v postupu. Na budovu dopadaly desítky střel a nad hlavami všem přelétavaly Antonovy. Před devátou hodinou zde byla zdemolovaná auta a sestřílená omítka z budov. Okupační tank najel do barikády tvořené nákladním autem. Nárazem vznikl oheň, který zachvátil nejen nákladní auto, ale i tank. Dav demonstrantů byl následně rozehnán střelbou. Ještě odpoledne se z Vinohradské třídy ozývala střelba a některé domy hořely, ale rozhlas byl již obsazen.
Neustále se rozvíjející instituce Rozhlasu vyžadovala nové prostory. Když byla po roce 1989 opuštěna koncepce dokončení výstavby nové výškové budovy na Pankráci, vyrostla v letech 1996 až 2000 na protější straně bloku v Římské ulici 13 novostavba studiového domu a později Rozhlas získal i nárožní dům v Římské 15, rovněž novostavbu z roku 1994. Obě budovy projektoval ateliér A.D.N.S., přičemž zejména nárožní budova, postavená původně pro německou investiční společnost OMG, patřila ve své době k velmi oceňovaným stavbám. Architektonicky záměrně navazovala na meziválečnou funkcionalistickou tradici. Stavba s hladkým objemem, lahvově zeleným obkladem z brazilské žuly, pravidelným rastrem okenních otvorů a motivem subtilního baldachýnu nad vchodem zároveň předznamenávala proud střízlivé architektury. Rozsáhlá rekonstrukce původní budovy na adrese Vinohradská 12 probíhala ve dvou časových pásmech v letech 2004 až 2005 a 2007 až 2011.

## Popis stavby
Rohovou funkcionalistickou budovu z 30. let navrhl Bohumil Sláma, s kterým měla poštovní správa dobré zkušenosti. Konstrukční systém budovy je ocelový skelet s cihlami obezděnými pilíři. Stropy jsou neseny ocelovými nosníky, na kterých jsou žebrové železobetonové desky a keramické tvarovky. Obvodové stěny i příčky jsou zděné. Nosnou konstrukci budovy tvořila ocelová konstrukce, kterou vyrobili ve Vítkovických železárnách, vážila 1160 tun a její stavba trvala tři a půl měsíce. Objekt tvořil mírně nepravidelný čtverec o stranách kolem 60 metrů. Budova je pojata jako soubor horizontálních a vertikálních hranolů, seskupených na vodorovné základně z dvojice předsazených parapetních pásů oken prvních dvou pater. Podnož základny tvoří průběžné prosklení výkladců obchodů v přízemí. Budova má barevné rozlišení hmot. S tmavší okrovou podnoží celého objektu a shodně barevného vodorovného hranolu čelního křídla kontrastuje téměř bílá omítka věží, bočního křídla a ustupujících horních pater. Odlišné barvy zdůrazňovaly symetrii a budova tak působí monumentálněji. Křídlo do dnešní Vinohradské mělo sedm pater s mezipatrem, ostatní tři křídla měla čtyři, respektive tři poschodí, protože jak se zvedal terén v Balbínově ulici, byla do východního křídla vložena polopatro a mezipatro.
Ve vnitřním prostoru jsou vestavěna studia a na sálové studio 1 navazuje blok menších a středních studií s režiemi. Kvůli hluku z ulice bylo umístění studií ve dvorní části budovy. Na ose rovnoběžné s osou hlavního křídla jsou za sebou vloženy dva kubusy velkých rozhlasových studií. Technologické vybavení budovy bylo na svou dobu vysoce moderní a funkční. Unikátní jsou posuvná okna, které se jednotlivá křídla posunují pomocí důmyslného kladkového systému vyváženého závažími pro snadnější manipulaci. Budova byla také vybavena potrubní poštou a nachází se zde nejstarší páternoster v Praze.